# Beniparrell (Onda)
Beniparrell, també escrit antigament i de manera incorrecta Veniparrell, és una partida del terme municipal d'Onda.
Beniparrell està situat al nord-oest de la població i ocupa un pla travessat per un barranc homònim. També s'estén cap a un xicotet massís muntanyós, al nord, el cim més conegut del qual és anomenat Tossal de Beniparrell.
Aquesta partida limita al sud amb les partides de la Serratella, Cardàs i Sala, totes tres d'Onda. A l'oest, amb el Llosar, d'Onda i las Losas i Fuente la Peña, de Fanzara. Al nord, amb el Salvador i la Pica, d'Onda. I a l'est, amb el Raco de Lleó, les Corralisses, la Torrassa i el Tis, d'Onda.
Durant la Guerra Civil Espanyola, a principis de l'estiu de 1938, hi hagué durs enfrontaments entre les tropes rebels i els republicans en aquest paratge, per la qual cosa al seu cim encara podem veure algunes estructures defensives. De la mateixa manera, s'han trobat abundants restes de material bèl·lic en la zona. També són significatives les restes de construccions de pedra seca.